# Вартоломејска ноћ
Вартоломејска ноћ је назив за покољ неколико хиљада хугенота, извршен у ноћи уочи празника св. Вартоломеја, између 23. и 24. августа 1572.
Тај покољ је значио прекид с дотадашњом политиком слагања између католичке цркве и протестантске странке, нарочито с обзиром на политику приближавања Холандији против Шпаније, коју је заступао хугенотски вођа адмирал Гаспар де Колињи.
Налог за покољ дала је Катарина Медичи, мајка краља Шарла IX, после већања са вођама католичке странке и с краљевим пристанком, бојећи се освете након неуспелог атентата на Колињија.
Прогони протестаната трајали су у Паризу до септембра, а у унутрашњости Француске до октобра. Рачуна се да је побијено 25.000 хугенота (према неким проценама 50.000)
Вартоломејска ноћ назива се и „крвавим париским пиром“ или крвавом париском свадбом, јер се покољ хугенота догодио пет дана после венчања краљеве сестре Маргарете од Валоа за Анрија Бурбонског (будућег Анрија IV).